# 真・女神転生デビルサマナー
『真・女神転生デビルサマナー』（しん・めがみてんせいデビルサマナー）は、1995年12月25日にアトラスより発売されたセガサターン用ゲームソフト。これまでの「真・女神転生シリーズ」と少々趣が変わっており、初心者にも受け入れやすいように意識した作りになっている。

## 概要
『真・女神転生』シリーズの外伝作品であり、デビルサマナーシリーズの第1作。
2005年12月22日には、システム調整・追加ボスを加えたPlayStation Portable移植版も発売された。
本作品は当時「次世代ゲーム機」と呼ばれた32ビットゲーム機初のシリーズ作品である。敵として出現する悪魔を会話で勧誘することで仲魔（なかま）にして、自由にパーティーを編成できるシステムなどを継承しつつ、グラフィック、サウンドともに大きくパワーアップし、CGムービーも初めて導入された。後に『デビルサマナー ソウルハッカーズ』（1997年発売）、『デビルサマナー 葛葉ライドウ 対 超力兵団』（2006年発売）、『デビルサマナー 葛葉ライドウ 対 アバドン王』（2008年発売）とシリーズ化されることになる。

## ストーリー
199X年。ここ平崎市では、数日前から悪魔の目撃談と、連続殺人事件が街を騒がせていた。
そんなとある日、この街に住んでいた主人公は、ガールフレンドの秦野久美子と待ち合わせる。そして彼女のレポートのため、市の図書館で「日本古代文明論」という本を借りたのだが、これが原因でこの本の秘密を知っている謎の外国人に命を狙われてしまう。主人公は廃ビルへと連れ込まれ、不思議な力で魂と肉体を分離させられる。主人公の魂はそのまま三途の川を渡り、あの世へと行くかに思われたが、三途の川の渡し守カロンの計らいによって別の肉体―葛葉キョウジの体に入り込んで一命を取り留める。
葛葉キョウジは表向きは探偵だが、その実、闇で起こる悪魔の事件を解決するデビルサマナーだったのだ。最初は戸惑いながらも、キョウジとなって平崎市で発生する怪事件をパートナーの麗鈴舫と共に次々と解決していくことによって、少しずつデビルサマナーとして成長していく。そして平崎の影で進展するダークサマナーの陰謀に立ち向かっていくこととなる。

## 登場人物
演はテレビドラマ版のキャスト。

### メインキャラクター
葛葉 キョウジ（くずのは キョウジ）
演 - 正木蒼二
私立探偵。1968年7月28日生まれ。
デビルサマナーの男性。前髪を立てて居るのとスーツ姿が特徴。口癖は「あばよ」。
銃型コンピューター「GUMP」を用いて悪魔を召喚する能力を持ち、その力で悪魔退治などを請け負い、事件を解決する。悪魔召喚師としては由緒正しい葛葉家の末裔で、様々な武器、魔法を扱うことができる。
ストーリー内でシドの罠にかかって、肉体から魂を分離させられてしまう。その後はタカシというチンピラの死体に入り込み、主人公の手助けをしてくれる。
また、『ペルソナ2 罪・罰』や『ソウルハッカーズ』にも他人の肉体に入り込んでおり、未だに戻ることができない模様。
キョウジの家系は葛葉宗家に従う4家系のうち、ライドウ以外の3家系から分かれた分家。霊力で劣るため、悪魔召喚には依り代が必要な流派である。小説『デビルサマナー 葛葉ライドウ 対 死人驛使』では、初代「葛葉 キョウジ」が登場した。
主人公
本作の主人公。家族は父・耕作と母・紀美子。地方都市「平崎市朝日区」の平凡な一市民。
ある日、キョウジの巻き添えで魂を肉体から分離されてしまう。三途の川の渡し守カロンが手を回したことでキョウジの肉体に魂を戻され、以降はキョウジの身代わりとしてデビルサマナーとなる。肉体の方はずっと病院で意識不明として入院中である。
久美子の魂を助け、本体に戻しに行くため、レイに魂を肉体から切り離してもらい、擬似アストラル界へ行くが、キョウジによって三途の川を渡ってしまい、霊界「無間地獄」に落とされる。「無間地獄」を潜り抜け、現世に戻るべく三途の川でカロンに再会を果たす。彼の死の真相を話された後、またもキョウジの肉体に戻り、現世に蘇生した。
レイ / レイ・レイホゥ（麗 鈴舫）
演 - 川合千春
巫女・探偵助手。1971年9月20日生まれ。
キョウジのパートナーを務める女性。中国系の名前を名乗っているが、国籍は不明。
デビルサマナーではないが、自分自身の肉体に「神降ろし」をして憑依させた神に由来する魔法を使うことができるシャーマンとしての能力を持ち、神道系の技に優れた葛葉一族の分派である。蛇鶴八拳の使い手として体術にも優れ、様々な武器を使いこなす。蛇鶴八拳や多くの仙術法術は、大陸に渡っていたころに会得した。事件後はしばらくして平崎の街を離れた。モデルは北浦共笑。
秦野 久美子（はたの くみこ）
演 - 七海彩夏
北山大学生。1975年12月5日生まれ。
主人公の彼女。秦野家は秦氏起源の古い家系。父・直哉から高額な小遣いを貰っている模様。母・真央の母校である女子大への進学を薦めていたが、平崎市の北山大学の文学部に進学。大学内ではマドンナ的存在で、男友達も多い。
主人公はいつも振り回されっぱなしで、彼女がとった行動が物語をさらに複雑に展開させてしまう。容姿端麗だが、空気を読めないこともある箱入りのお嬢様。彼女もまた、平崎の影で進展するダークサマナーの陰謀に巻き込まれていく。
なお、主人公の魂がキョウジの肉体に入り込んだことを当初は知らなかったが、終盤にて知ることになる。
シド・デイビス
演 - 神威杏次
神父。1966年8月13日生まれ。
デビルサマナーと敵対する黒人のダークサマナー（悪の悪魔召喚師）。ある組織の尖兵として平崎市で暗躍している。
聖書型のハンドヘルドコンピュータを用いて悪魔を召喚し、カポエラや魔法も扱う。弱い者を嬲り殺しにするのが大好きなサディスト。
元ネタはクトゥルフ神話『アーカム計画』に登場するナイ神父というキャラクターで、邪神ナイアーラトテップの人間体。
タカシ / 山崎 タカシ（やまざき タカシ）
1967年7月13日生まれ。
平崎市の雲雀ヶ丘（ひばりがおか）に本拠地がある天堂組のヤクザ。着用している入れ墨Tシャツは、マサキ・マツシマのブランド物。
最初は主人公と敵対するが、後にキョウジの魂が入り込み、協力的になる。組長亡き後の天堂組は、対立組織との全面抗争で壊滅したが、その争いの中にタカシの姿もあったという。しかし、死体が発見されることはなかった。それは後にタカシが久美子を救って現れた後、主人公達に向かって「あばよ」と言っていたことで、タカシが死んだ後にキョウジの魂が入り込んでいたためであることが判明する。

### サブキャラクター
如月 マリー（きさらぎ マリー）/ 天野真理子（あまの まりこ）
演 - 桜井浩子
占い師。1956年3月23日生まれ。
矢来銀座の占い師のおばさん。裏ではキョウジに悪魔がらみの仕事の仲介人。
とんでもない守銭奴でキョウジが金に執着しないのをいいことに仕事料の大部分（95%）をピンハネしている。
ヴィクトル / ヴィクトール・フォン・フランケンシュタイン
ホテル経営者、1826年12月25日生まれ。
矢来区にあるホテル業魔殿のオーナー。既に人間の寿命は超えている年齢で、数か国語が話せる。主人公の正体を知る数少ない人物。
錬金術に通じており、裏では複数の悪魔を合体させ、新たな悪魔を誕生させる「悪魔合体」を請け負っている。デビルサマナーシリーズには一貫して登場している。
事件の100年ほど前、矢来市場（現在の矢来銀座の前身）で、彼の実験が原因で業魔殿から大火災が発生するも、業火の中から傷一つない姿で現れ、人々を恐慌させている。
研究目的でヴァンパイアから貰った血液をサンプルとして血液製剤を作り、定期的に摂取しているために半ヴァンパイア化しており、長生きである代わりに日中は外出ができない。
また、『ソウルハッカーズ』では豪華客船「ビー・シンフル号」内で「ホテル業魔殿（ごうまでん）」を経営し、相変わらず悪魔合体を請け負ってくれる。
フランケンシュタイン本人がモデル。
吾妻 道夫（あずま みちお）
北山大学文学部史学科教授。1946年8月8日生まれ。
T京大学大学院修了している北山大学文学部史学科教授。
専攻は考古学だが、現代の考古学の常識から逸脱した新説は学会の主流からは異端として黙殺されている。説の斬新さからテレビの討論番組によく呼ばれるが、討論は苦手としており、説に反対するW大学のO教授などからいつも貶される。
著作に『日本古代文明論』があるが、トンデモ本まがいな上、現在は絶版で世にはほとんど出回っていないが、物語はこの本をめぐって展開される事になる。
百地 英雄（ももち ひでお）
平崎警察署警部兼小説家。1953年2月8日生まれ。
平崎警察署の敏腕警部。M字オールバックと強面系の顔が特徴。
元々金持ちで副業でハードボイルド作家をやっており、経済的に恵まれた生活をしているが、服装のセンス(というか着こなし方)には難があるようで、ヴェルサーチなどの高級ブランド品を何故か下品に着こなしている。
怪しい事件の現場にいつも姿を見せる葛葉を怪しんでいて、何かにつけて逮捕しようとしている。
刑事の仕事は自己のプライドを満たすためにやっており、言動には常に余裕がある。十分な実績から大目に見られているが、好き勝手な捜査活動を行い、度々上司からのクレームを受けている。
事件後は自身の体験を小説化し、見事ベストセラーになった模様。
磯野 省吾（いその しょうご）
平崎警察署の刑事。1970年8月8日生まれ。
平崎警察署の刑事である眼鏡の男性。
あだ名は「Tシャツ」であり、真冬でもTシャツを愛用していることが由来となっており、また同僚からはド近眼と呼ばれバカにされている。
クローゼットにはたくさんの白いTシャツがあり、その日の気分でコーディネイトしている。
見た目と裏腹にキャリア組のエリートで、百地警部を尊敬しているが、ピントのずれた行動が多く、百地を困らせている。
ちなみに、『女神異聞録ペルソナ』の登場人物である黒瓜勉の叔父でもある。
マダム銀子（マダムぎんこ）
矢来銀座のクラブ「クレテイシャス」のママ。常に紫地に狐の柄の和服を着ている。
新月のみ会うことができ、街の裏事情に詳しいため、キョウジのデビルサマナーとしての顔を知っている。
また、葛葉キョウジと主人公の身に起きた事を初めから承知していた節があり、キョウジの『中身』を知った上で、仕事を依頼してくる。
続編であるソウルハッカーズでは葛葉一族のお目付け役であることがわかる。また、ソウルハッカーズのミニゲームでも女性として扱われていたため、当初は女性として設定されていたはずなのだが、攻略本においてイラストレーターの金子氏が「男。しかもすっごいじじいですよ……と僕は思ってるけど、ホントのところはわかんない(笑)」とコメントした事から性別不詳、あるいは男であると扱われるようになり、後の書籍でも性別が男と書かれるようになっている。ちなみに、更に続編のソウルハッカーズ2でも若々しい見た目のままで相変わらずクラブ経営をしている。
Dr.スリル / スリル・E・アレクセイモフ
サイエンティスト。1964年5月18日生まれ。
造魔研究を行う謎の外国人で眼鏡と大きな鼻が特徴。実は天才児研究のために生まれた試験管ベビーであることが明らかになる。
かつては旧KGBの生体科学研究所にいたが、共産主義の崩壊とともに母国を離れて来日。最初は資金難に苦しみ、淡路島で拾ったただの石をチェルノブイリの石だと偽り、売りさばいて暮らしていたが、「組織」をパトロンに得てからは研究に没頭。怪しい関西弁は露天商時代に身についた。
事件後は天海市で研究を続けているが、ソウルハッカーズの主人公と出会い、人造造魔をまたも壊されることになる。
陳 健民（チン ケンミン）
1950年7月26日生まれ。
平崎市の中華街の顔役。マリーの旧友。
戦後の動乱期には天堂と親交があったが、意見が対立し喧嘩別れした。中華街の発展に尽くし、関帝廟建立のために私財をなげうった。
天堂 天山（てんどう てんざん）
1939年11月18日生まれ。
広域指定暴力団天堂組初代組長である老人。
戦後の混乱期より、矢来市場の元締めとして取り仕切り、順調に組を発展させてきたが、己の肉体の衰えも憂いていた天堂はシドの誘いに乗って吸血鬼となり、部下であるほとんどの構成員たちも悪魔と化してしまう。天堂組の組織が肥大化する前は、弱きを助け強きをくじく、任侠道の漢であった。
クーパー・スミス
1958年7月3日生まれ。
米軍大佐のアメリカ人男性。地味にヴィクトルにつぐ長身だったりする。事件当時、在日米軍平崎基地の補給部隊大佐。
裏で武器の横流しも行っていた。中華街の陳と交流がある。
事件後は本国に送還され軍も退役し、故郷のテキサスで牛を追って過ごしている。
山城 誠一（やましろ こういち） / デミウルゴス
1943年9月23日生まれ。
平崎市議会議員を5期連続で務める有力議員。平崎市再開発推進派の中心人物でもある。
再開発の名のもとに市内各所の祠、神社の破壊、遷移を行い、新市庁舎を建設させた。
正体は「組織」の大幹部である魔王・デミウルゴスである。
藤原 勝次（ふじはら かつじ）
1939年11月7日生まれ。
市議山城の傀儡として市長に祭り上げられた哀れな市長。
山城の失踪後、己の意志で市政にあたるもうまく行かず、山城の在任中の疑惑が露見したことで、市長職を辞任。
事件後は平崎市を去り、妻と共に静かに余生を暮らしている。
中込 敦（なかこみ あつし） / クバンダ
1947年1月19日生まれ。
平崎警察署の署長である男性。
天堂組に便宜を図り、平崎市再開発計画の反対派住民を次々に捕らえていたが主人公に倒されることになる。
正体は「組織」の大幹部である幽鬼・クバンダである。

## 開発
先述「#概要」の通り、本作品は、「女神転生シリーズ」の派生作品として開発され、「デビルサマナーシリーズ」第1作目となる。本作品のディレクターを務めた岡田耕始によれば、既存作『真・女神転生if...』（SFC用、アトラス、1994年）の開発中が、セガサターン（セガ・エンタープライゼス、1994年）・PlayStation（Sony、1994年）の発売を控える時期でもあり、両社ともに「女神転生シリーズ」最新作の開発を打診されていた。セガからは当時の営業取締役が岡田の元を訪れ、「ぜひセガサターンで」との言を受け、刑事ドラマや探偵ものの要素を入れた本作品が開発されたという。その一方で、Sonyにも『女神異聞録ペルソナ』（PS用、アトラス、1996年）を同時進行の開発となり、少ないスタッフを2チームに分けて臨んだ。
開発時の名称は「デビルサマナー」であったが、当時は「サマナー（召喚者）」の語があまり浸透していなかったために変更された。設定についても、岡田自身は、「もともとは刑事を主人公にしたかったんですけど、それだと制約が多くてストーリー展開が難しいんですよね。それで探偵にして、そこに陰陽師の要素を入れて。」とも述懐する。

## システム

### 施設
くずのは探偵事務所
所長のキョウジと助手のレイが所員を務めている事務所。PCを使って行動の記録やDDSネットの閲覧ができる。表向きはただの探偵事務所だが、奥の部屋には悪魔退治のために各種の武器が隠されている。
丸瀬不動産
表向きは不動産屋だが、裏では武器の密売を行っている。駅前という好立地のためか繁盛している。決して店の構えは大きくないが、賃貸から分譲まで幅広く扱っている。バブルの絶頂期には雲雀ヶ丘住宅地の開発で巨額の収益を上げた。
セルフディフェンス
ミリタリーショップであり、米軍関係の放出品も扱っている。
クローバー・ジム
ボクシングジムであり、オーラ整体によって体力の回復や状態異常の治療ができる。
金王屋（きんおうや）
大正時代から存在したとも言われる骨董屋。バックアッパーなどの変わった道具を扱っているが、それを使いこなせるのはデビルサマナーくらいで他には滅多に客は訪れないという。
歯車堂本舗
得意客には自分で調合したオリジナルの薬を販売している薬屋であり、その中には死んだ人を生き返らせる「金丹」もあるという。店の売上No.1は3パックセットのアレらしい。
生体エナジー協会
表向きは健康食品を扱う非営利の団体とのことだが、デビルサマナーに対しては「マグネタイト（MAG）」の売買を行っている。マグネタイトは悪魔の肉体の維持に必要な物質。サマナーは悪魔を倒して得たMAGをここで換金している。
ホテル業魔殿
ヴィクトルが経営するホテルであり、客室は2階にある。デビルサマナーに対しては地下室で悪魔合体を行ってくれる。PSP版では悪魔全書の閲覧も可能。

### 戦闘
仲魔の忠誠度（VICE SYSTEM）
シリーズ共通のシステムとして敵として出現する悪魔を「仲魔」にすることができるが、本作品では仲魔に新たに忠誠度が設定された。これが低いと仲魔に大雑把な命令しか出すことができなかったり、仲魔が命令に従わないことも多い。
忠誠度の上昇タイプは悪魔によって異なる。宝玉やチャクラチップなどのアイテムを贈ることで忠誠度が上がる「物欲型」、主人公のレベルが高いと忠誠度が上がる「レベル差型」、主人公の命令に従った場合に忠誠度が上がる「つれあい型」の3種類に分類される。しかし、物欲型では貴重なアイテムを大量に必要とし、レベル差型では忠誠度が最大になるころにはもう弱くて使い物にならない、つれあい型は忠誠度を上げるには何十回と戦闘を重ねなければならないなど、不評であった。
このため後に発売されたPSP版では、忠誠度が上がりやすいように改良されている。
悪魔の性格
悪魔の性格には10種類があり、これによって「GO」や「OFFENSE」「DEFENSE」などの大まかな命令を出した時の行動パターンが決定される。
PSP版では性格の文字の色によって忠誠度タイプが分かるようになっている。
パートナーの魔法タイプの選択
ストーリー序盤でレイの肉体に「神降ろし」を行い、降ろす神に対応する3種類の系統の呪文を身につけることができる（途中で変更は不可能）。攻撃魔法タイプの女神・アマテラス、補助魔法タイプの大天使・ガブリエル、回復魔法タイプの地母神・イシュタルの3系統のうち1つを選択できる。
「造魔（ぞうま）」と「英雄（えいゆう）」
「造魔」は主人公に絶対服従する人工的な仲魔で、造魔の素と悪魔を合体させることで誕生する。通常の仲魔と異なり、造魔に他の悪魔を合体させることで、能力を強化したり、合体させた悪魔の特殊能力を継承させることができる。
また、特定の仲魔と特定の条件下で合体させることにより、「英雄」へと変化させることができる。
性格は虚心であり、プレイヤーの命令を忠実に実行するが、ごく稀に命令に背くこともある。
新種族
前作までの真・女神転生シリーズでは仲魔の能力は変化しなかったが、新たに登場した「御魂（みたま）」と合体させることで自分の好きな悪魔の能力値を伸ばすことが可能になった。
本種族は後の『ソウルハッカーズ』、『真・女神転生III-NOCTURNE』にも採用された。
その他の追加種族としては「秘神」、「珍獣」、「死神」がある。月齢と合体事故がこれらの種族を作る主な条件である。

### PSP版の変更点
ゲームの難易度選択の追加
標準的な難易度の「ノーマル」と上級者向けになった「ハード」を選択可能。ハードモードではボスのHPがノーマルの2倍になっていたり、敵から受けるダメージが上昇している。
悪魔全書の搭載
SS版では別売りだった悪魔全書を業魔殿にて閲覧することができ、『真・女神転生III-NOCTURNE』のように御魂での強化や魔法を継承させた悪魔を全書に登録しておけば、マグネタイトを払うことで登録した悪魔を仲魔に加えることも可能になっている。
どこでもセーブ機能
サターン版では1つしか持てず、1度使うとなくなる消耗品だったバックアッパーが改良され、何度でも使えるようになった。ノーマルモードのバックアッパーRはいつでもどこでもセーブ可能。ハードモードのバックアッパーMは新月時のみセーブ可能。
エキストラダンジョンに新ボスを追加
強敵ひしめくエキストラダンジョンに、今までの隠しボスを上回る強さを持つ4種類のボスをさらに追加。
全体的なシステム改善
その他にもロードの高速化、移動の高速化、戦闘アニメーションの高速化、戦闘バランスやVICEシステムの見直し、インターフェースの見直しなどサターン版の不満点が改善された。
表現の変更
CEROの年齢制限にひっかかる表現が変更され、サターン版にあった誤字なども修正された。

## スタッフ
SS版
- ディレクター - 岡田耕始
- プランナー - 伊藤龍太郎、礒貝正吾、細野雄士、橋野桂、谷川一、秋山豊、境一憲
- アートディレクター - 金子一馬
- プログラマー - 佐藤雅実、國枝剛、迎一彌、矢部直也、堀越正弘、細谷友博、山口太
- グラフィックデザイナー - 佐藤佐和子、村上哲也、野口暁、高島志郎、岩崎智美、片岡いずみ、塩哲、五十嵐達也、副島成記、河崎淳
- サウンドコンポーザー - 増子司、田崎寿子

PSP版
- プロデューサー - 橋野桂
- ディレクター - 礒貝正吾
- キャラクターデザイン - 金子一馬
- プランナー - 蔵前喜章
- プログラマー - 粕谷智昭、中村直也
- デザイナー - 白石恵、須藤正喜、與儀和美、徳田芽里沙
- サウンド - 山田靖子

## 真・女神転生デビルサマナー 〜悪魔全書〜
『真・女神転生デビルサマナー 〜悪魔全書〜』（しん・めがみてんせい デビルサマナー あくまぜんしょ）は、1996年4月27日に発売されたセガサターン用ソフト。
真・女神転生デビルサマナーに登場した255体の悪魔と約30体のボス悪魔のグラフィックと解説文を閲覧できるデータベースソフトであり、ゲームではない。デビルサマナー本編の画面解像度は320×224（ノンインターレース）だが、本作品では640×448（インターレース）で収録されており、金子一馬、副島成記による美麗な悪魔グラフィックを堪能できる。悪魔グラフィックは拡大して閲覧することも可能。解説文では悪魔のパラメータおよび本編の悪魔設定を担当した磯貝正吾による悪魔の由来や伝説上の記述が閲覧できる。
また、解説書にはデビルサマナーの剣合体表やキャラクターの詳細な解説が記載されている。
PSP版デビルサマナーではゲーム内に同時収録されており、業魔殿にて閲覧できる。
なお、続編の『ソウルハッカーズ』でも同様に『デビルサマナー ソウルハッカーズ 悪魔全書 第二集』が発売された。

## 真・女神転生デビルサマナー スペシャルボックス
『真・女神転生デビルサマナー スペシャルボックス』（しん・めがみてんせい デビルサマナー スペシャルボックス）は1996年8月9日に発売されたセガサターン用ソフト。
1995年12月25日に発売された『真・女神転生デビルサマナー』と1996年4月26日に発売された『真・女神転生デビルサマナー 悪魔全書』がセットになっている。また、デビルサマナーのBGMのアレンジバージョンをバックに本作品プロデューサーの岡田耕始とアートディレクターの金子一馬の対談を収録したシングルCD『プレミアムミュージックCD』が同梱されている。
同梱の説明書には、ゲームを進める上でのヒント、中華街のマップ、忠誠度の上げ方などが加筆されている。

## 小説版

### 真・女神転生デビルサマナー 封印されし魂
デビルサマナー本編のノベライズ。アスペクトよりアスペクトノベルスというレーベルの新書で発売された。1996年6月10日発行（奥付より）。ISBN 4-89366-521-9。作者は涼風涼。カバーイラストと挿絵は金子一馬による描き下ろし。
ストーリーは基本的にゲーム本編に忠実だが、細部の設定などは異なる。カバーイラストには主人公の姿が描かれている。

### 真・女神転生デビルサマナー外伝 鎮魂の哀歌
『封印されし魂』の外伝。アスペクトよりファミ通ゲーム文庫として発売された。1996年9月28日発行（奥付より）。ISBN 4-89366-578-2。作者は涼風涼。カバーイラストは金子一馬、挿絵は副島成記による描き下ろし。
舞台は古代の日本で、デビルサマナー本編で吾妻教授によって語られていたイナルナ姫の国と倭の統一を目指す大和との戦いの様子が綴られている。日本神話にある逸話をモデルに逆の立場から描かれている。

#### 登場人物（鎮魂の哀れ歌）
アン女王
本作品の主人公。秦氏の国の女王。大陸より倭に渡来してきた一族の子孫。女王の家系は代々不思議な霊力を持っているために周囲の国々から一目を置かれ、小国ながら他国からの侵略を退けてきた。
イナルナ姫（伊那瑠奈姫）
アンの娘で、秦氏の国の姫君。母親同様に不思議な力を持っており、精霊と心を通わせることができる。母の側近である秦氏一の武人・エンキという恋人がおり、結婚を望んでいる。
ドゥムジ
秦氏の民。狩りで生計を立てている青年。入ってはいけないとされる祭祀場に踏み込んで狩りをしていたことから、偶然イナルナ姫を助ける。
長髄彦
隣国・生駒の国王。長身で澄んだ声をしている。秦氏と協力して大和に対抗しようとする。
饒速日、登美夜昆売
長髄彦の義弟・妹で、夫婦でもある。夫は鬼神のような強さを誇り、白い狐を従えている。妻は太占という占いを行う呪術師である。
大和の大王
西から各地の豪族を従えつつ東征している大王。強大な武力を誇り、全国統一を目論んでいる。傘下に加わらない国は容赦なく攻め滅ぼす。

### 真・女神転生デビルサマナー（ドラマノベライズ）
- 真・女神転生デビルサマナー 闇の終曲
- 真・女神転生デビルサマナー 闇の挟撃
- 真・女神転生デビルサマナー 闇の再臨

後述のドラマ版をノベライズしたものであるが、大きくオリジナル要素が含まれている。作者は蕪木統文。

## テレビドラマ
本作品をもとにしたテレビドラマが、1997年10月5日（10月4日深夜）から1998年3月29日（3月28日深夜）までテレビ東京で放送。全25話。放送時間は毎週日曜2:10 - 2:40（土曜深夜、日本標準時）。
前番組『エコエコアザラク』→『ねらわれた学園』から引き続き円谷映像が手懸けた、テレビ東京深夜のホラードラマシリーズ第3弾の作品である。原作にあたるゲームのイメージを特撮的効果を駆使して再現しているが、舞台は架空都市平崎市から横浜市に変更されている。単独のコンピュータゲームタイトルが原作の連続テレビドラマとしては、日本初の作品である。
入れ替わる前の本来のキョウジがデビルサマナーとして覚醒し、破壊神イナルナ姫の復活を阻止するシドとの戦いを描いた「1st クール」と謎の指令を受けて悪魔と戦う前半部から仲間と共にダークサマナーたちとの戦いに臨む「2nd クール」からなる。設定・ストーリーの骨格は大筋で原作をなぞるが、「2nd クール」では完全なオリジナルストーリーとなる。当初は全13話の予定であったが、好評につき2クールに延長された。他のシリーズ作品の影響も見られており、「ペルソナシリーズ」や『ソウルハッカーズ』の悪魔やバトルシーン、『真・女神転生if...』から七つの大罪の設定などが使われている。
第1話には、原作スタッフで本作品にも携わっている岡田耕始と金子一馬がゲスト出演している。第10話・第12話には、当時は無名だった宮崎あおいが車椅子の少女役で出演している。
映像ソフトにおいては、「2nd クール」のタイトルに「“閃魔降臨”」というサブタイトルが付加される。

### 登場人物（テレビドラマ）
高杉信也
演 - 大谷朗
浜岡美香
演 - 藤村ちか
樽海大吾
演 - 諏訪太朗
布施葉月
演 - 稲田千花
轟伸太
演 - 今川杉作
樋口春菜
演 - 森下まひろ
神谷統一郎
演 - 大山アンザ

### スタッフ（テレビドラマ）
- 監督 - 高橋巖、清水厚、服部光則、広田幹夫、上野勝仁、神園浩司
- 脚本 - 高田勝博、岡野勇気、古庄淳、羽原大介、林民夫、細川充、林壮太郎
- 音楽 - 中川孝、西村卓也
- 撮影 - 岡雅一
- スタントコーディネーター - 髙橋伸稔
- スタント&アクション - 倉田プロモーション
- デジタルエフェクト - 志岐善啓
- 特殊造型- 岡元建三
- 技術協力 - 映広
- 製作者 - 原野直也、円谷粲
- プロデューサー - 岡田耕始、今井朝幸、岡川晃基、藤井恭
- 企画 - 西国晃（フォーサム）
- 製作協力 - 日本経済広告社
- 製作 - アトラス、円谷映像

### 主題歌
1stクールオープニングテーマ「かるく抱かないで」
歌・作詞・作曲 - 梶原ユキコ
2ndクールオープニングテーマ「BRAVE 勇気出してみよう、今すぐ」
歌 - W-VISION / 作詞・作曲 - 伊藤浩樹
エンディングテーマ「ふりだしから始めよう」
歌 - W-VISION / 作詞・作曲 - 伊藤浩樹

### 放送リスト
参照宇宙船YB 1999, p. 101
| 話数                    | 放送日                  | サブタイトル                       | 脚本                    | 監督                    |
| 1st クール 1997.10.05 - | 1st クール 1997.10.05 - | 1st クール 1997.10.05 -            | 1st クール 1997.10.05 - | 1st クール 1997.10.05 - |
| ----------------------- | ----------------------- | ---------------------------------- | ----------------------- | ----------------------- |
| 第01話                  | 1997年 10月5日          | 「予兆」OMEN                       | 古床淳                  | 清水厚                  |
| 第02話                  | 10月12日                | 「鳴動」RUMBLING                   | 古床淳                  | 清水厚                  |
| 第03話                  | 10月19日                | 「覚醒」AWAKENING                  | 古床淳                  | 清水厚                  |
| 第04話                  | 10月26日                | 「邪気」NOXIOUS                    | 高田勝博                | 高橋巌                  |
| 第05話                  | 11月2日                 | 「発覚」DISCLOSURE                 | 高田勝博                | 高橋巌                  |
| 第06話                  | 11月9日                 | 「略奪」PLUNDER                    | 高田勝博 岡野勇気       | 高橋巌                  |
| 第07話                  | 11月16日                | 「召喚」SUMMON                     | 羽原大介                | 服部光則                |
| 第08話                  | 11月23日                | 「宿命」DESTINY                    | 羽原大介                | 服部光則                |
| 第09話                  | 11月30日                | 「迷宮」LABYRINTH                  | 羽原大介                | 服部光則                |
| 第10話                  | 12月7日                 | 「遺志」INTENTION                  | 岡野勇気                | 広田幹夫                |
| 第11話                  | 12月14日                | 「暴走」RUN OutOfControl           | 岡野勇気                | 広田幹夫                |
| 第12話                  | 12月21日                | 「決戦」THE DUEL                   | 羽原大介                | 清水厚                  |
| 第13話                  | 12月28日                | 「結末」CATASTROPHE                | 羽原大介                | 清水厚                  |
| 2nd クール 1998.01.11 - |                         |                                    |                         |                         |
| 第14話                  | 1998年 1月11日          | 「還ってきた男」RETURN             | 羽原大介                | 服部光則                |
| 第15話                  | 1月18日                 | 「寄生蟲病棟」PARASITE WARD        | 羽原大介                | 服部光則                |
| 第16話                  | 1月25日                 | 「月蝕蝶」ECLIPSE                  | 林民夫                  | 広田幹夫                |
| 第17話                  | 2月1日                  | 「ジャックフロストの幻影」ILLUSION | 林民夫                  | 広田幹夫                |
| 第18話                  | 2月8日                  | 「影法師」SHADOW                   | 細川充                  | 大工原正樹              |
| 第19話                  | 2月15日                 | 「依頼人」CLIENT                   | 岡野勇気                | 大工原正樹              |
| 第20話                  | 2月22日                 | 「トリガー」TRIGGER                | 林壮太郎                | 上野勝仁                |
| 第21話                  | 2月29日                 | 「ライバル」RIVAL                  | 林壮太郎                | 上野勝仁                |
| 第22話                  | 3月8日                  | 「聖なる誘惑」SEDUCTION            | 細川充                  | 清水厚                  |
| 第23話                  | 3月15日                 | 「グッドバイ」GOOD-BYE             | 細川充                  | 清水厚                  |
| 第24話                  | 3月22日                 | 「冷たい血」COLD-BLOODEDNESS       | 羽原大介                | 神園浩司                |
| 第25話                  | 3月29日                 | 「絆」TETHER                       | 羽原大介                | 神園浩司                |

### 映像ソフト
以下の収録メディアが発売された。
- ワーナーヴィジョン・ジャパンからVHSビデオが発売された[12]。全8巻[12]。
- パイオニアLDCから全話を収録した7枚組LD-BOXが発売された[12]。
- 2005年12月23日にDVDが発売された。

| テレビ東京 日曜2:10枠                           | テレビ東京 日曜2:10枠                                        | テレビ東京 日曜2:10枠 |
| 前番組                                          | 番組名                                                       | 次番組 |
| ----------------------------------------------- | ------------------------------------------------------------ | --- |
| ねらわれた学園 （1997年8月3日 - 1997年9月28日） | 真・女神転生デビルサマナー （1997年10月5日 - 1998年3月29日） | アルテミッシュNIGHT （1998年4月5日 - 2000年3月26日） ※1:30 - 2:24Jelly in the Merry-go-round （1998年4月5日 - 1998年6月28日） ※2:25 - 2:55 |

## 雑誌連載
読者参加RPG 逢魔都市（おうまがとし）
宝島社のゲーム雑誌『64（ロクヨン）』で、1995年11月 - 1996年4月（全6回）に連載されていた、本作品を題材としたプレイバイメール企画。
企画・製作、冒険企画局。ゲームデザイン、中村誠。監修、アトラス。イラスト、若林龍揮。